# Lufthansa Flight 2904
Lufthansa Flight 2904 var en flyulykke, der skete på Okęcie International Airport den 14. september 1993. flyet var på vej fra Frankfurt am Main i Tyskland til Warszawa i Polen.
| Luftfart | Spire Denne artikel om flyvning er en spire som bør udbygges. Du er velkommen til at hjælpe Wikipedia ved at udvide den. |

52°09′39″N 20°59′07″Ø / 52.160758°N 20.985394°Ø